# Postoloprty
Postoloprty (deutsch Postelberg) ist eine Stadt im Okres Louny (Bezirk Laun) im Nordwesten von Tschechien.

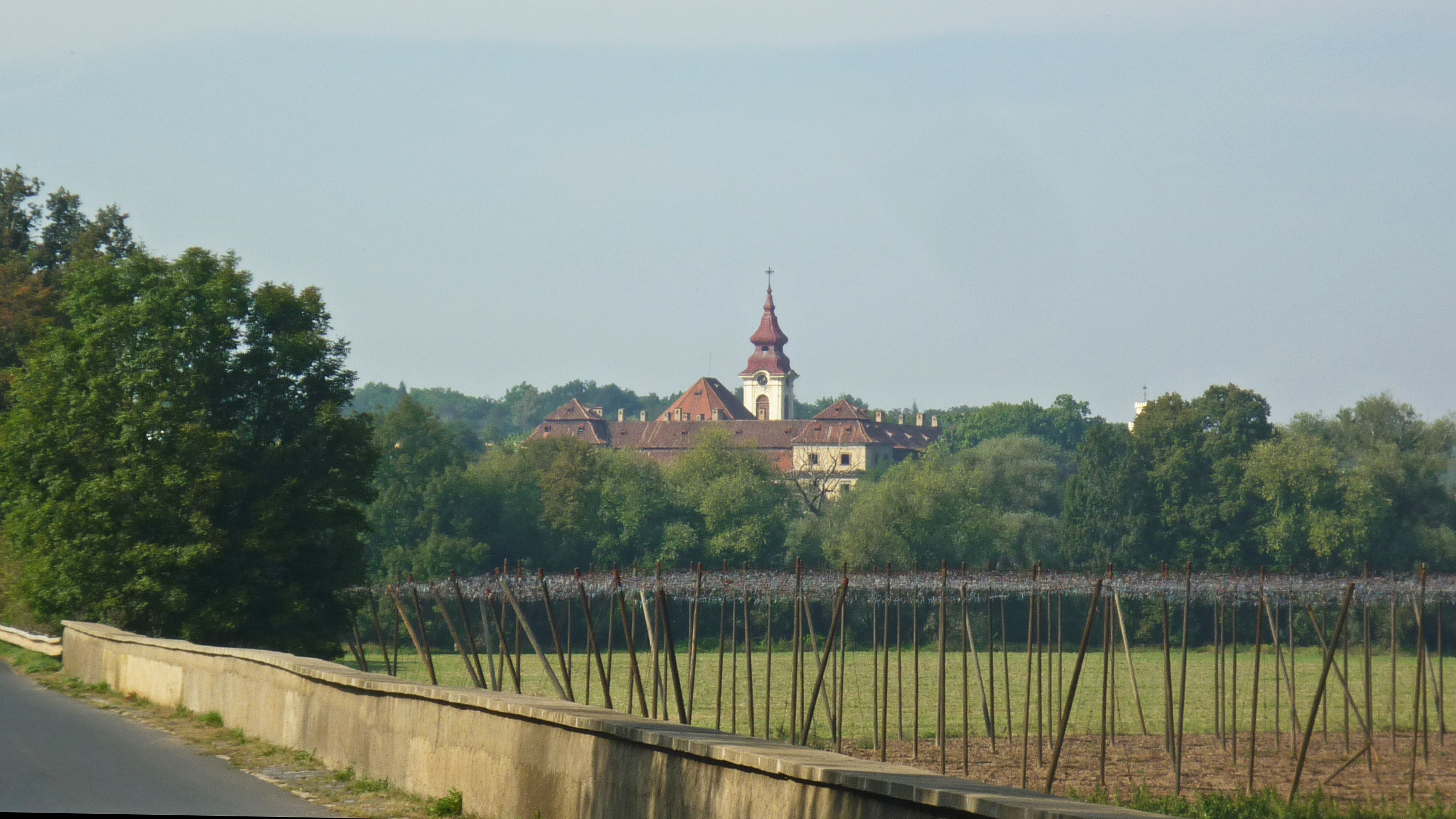
Stadtpanorama

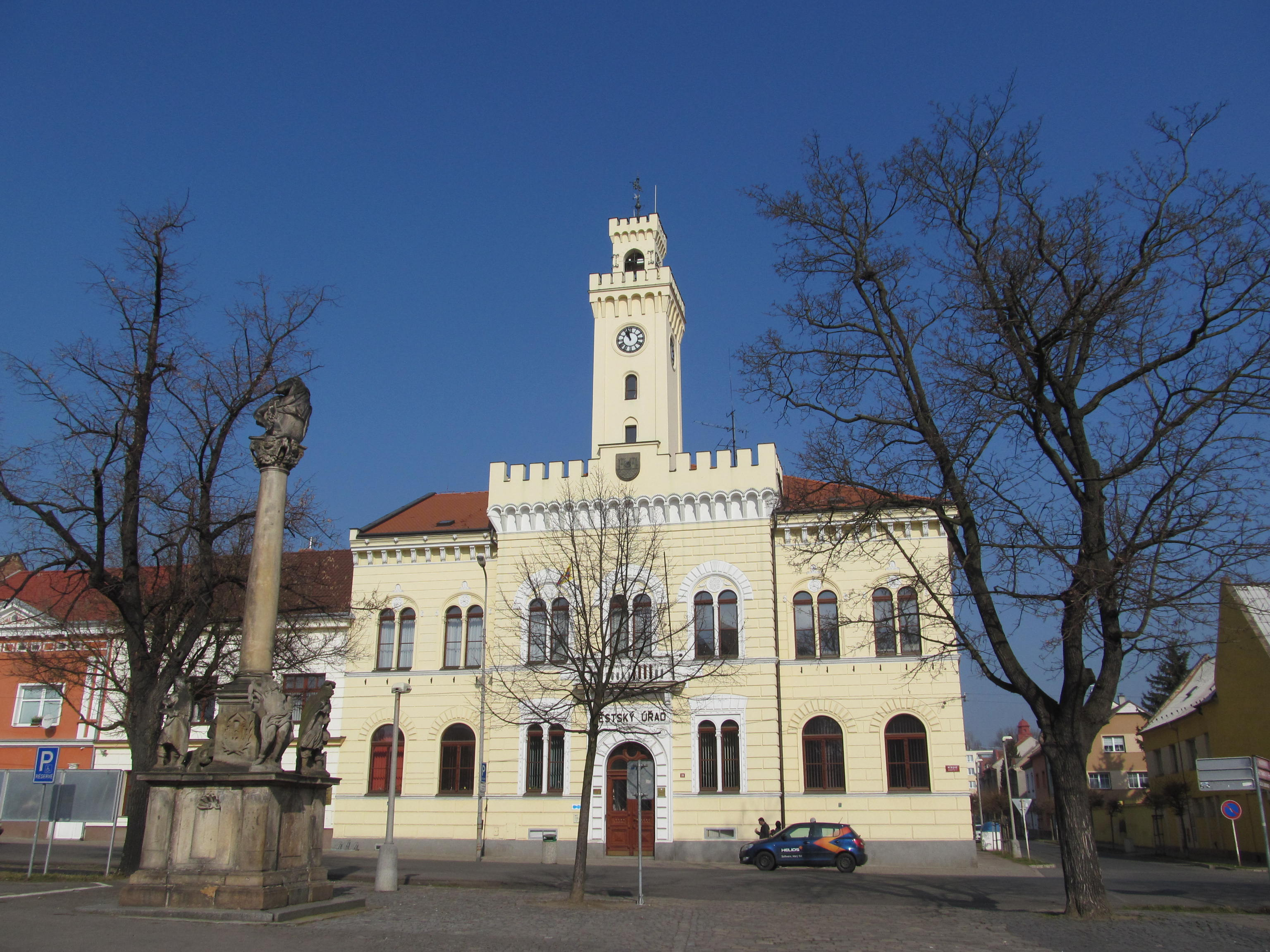
Rathaus

## Geographische Lage
Die Stadt liegt im Nordwesten Böhmens, sieben Kilometer westlich der Stadt Louny (Laun).

## Geschichte
Der Ort wurde erstmals in der Chronica Boemorum des Cosmas von Prag als Dorf neben dem Benediktinerkloster der Jungfrau Maria erwähnt.
Auch die etwa 600 m südwestlich vom Ort an der Eger liegende slawische Burgstätte Draguš, die von den Přemysliden auf einem von ihnen eroberten Gebiet des Stammes der Lutschanen errichtet wurde, wird bei Cosmas erwähnt.
Das Kloster, dessen Stifter und Gründungsdatum (vor 1119) nicht genau bekannt sind, erhielt später die Bezeichnung Porta Apostolorum. Von diesem Klosternamen soll die Ortsbezeichnung durch Verballhornung entstanden sein. Das Kloster wurde im Mai 1420 zusammen mit einer reichen Bibliothek, die wertvolle Handschriften enthielt, von den Hussiten niedergebrannt und nicht wieder aufgebaut. Der Klosterbesitz und die Herrschaft wurden durch König Georg von Podiebrad 1454 seinen Söhnen übertragen, von denen es 1480 durch die Freiherrn von Weitmühl erworben wurde. Sebastian von Weitmühl setzte sich dafür ein, dass Postelberg vom König Ladislaus II. den Status einer Untertanenstadt verliehen bekam.
Unter Ferdinand von Schwarzenberg, dem die Herrschaft seit 1692 gehörte, entwickelte sich Postelberg zu einem Mittelpunkt der umfangreichen Besitzungen, die 1846 11.500 ha umfassten. Sie verblieben bis zur Enteignung 1945 im Besitz der Familie Schwarzenberg.
Nach dem Ersten Weltkrieg wurde Postelberg der neu gegründeten Tschechoslowakei zugeschlagen. 1930 hatte Postelberg 3300 Einwohner, die meist deutschsprachig  waren. Nach dem Münchner Abkommen kam Postelberg 1938 zum Deutschen Reich und gehörte bis 1945 zum Landkreis Saaz, Regierungsbezirk Eger, im Reichsgau Sudetenland. Nach dem Zweiten Weltkrieg kam Postelberg am 9. Mai 1945 zur Tschechoslowakei zurück.
Postelberg hat mit der Stadt Brünn den höchsten Verlust an Menschenleben im Zusammenhang mit der Vertreibung der Deutschen aus der Tschechoslowakei zu beklagen. Im Mai und Juni 1945 kam es zu einem Massaker an der deutschsprachigen Zivilbevölkerung der Stadt. Dabei wurden 1200 Menschen erschossen. Eine Gedenktafel am Friedhof erinnert daran. Beteiligt daran war auch die Tschechische Armee. Es war eines der größten Massaker in Europa überhaupt.
Gemäß dem Beneš-Dekret 108 vom 25. Oktober 1945 wurde das Vermögen der deutschen Einwohner konfisziert und unter staatliche Verwaltung gestellt. Die deutschen Einwohner wurden bis 1946 mehrheitlich vertrieben.

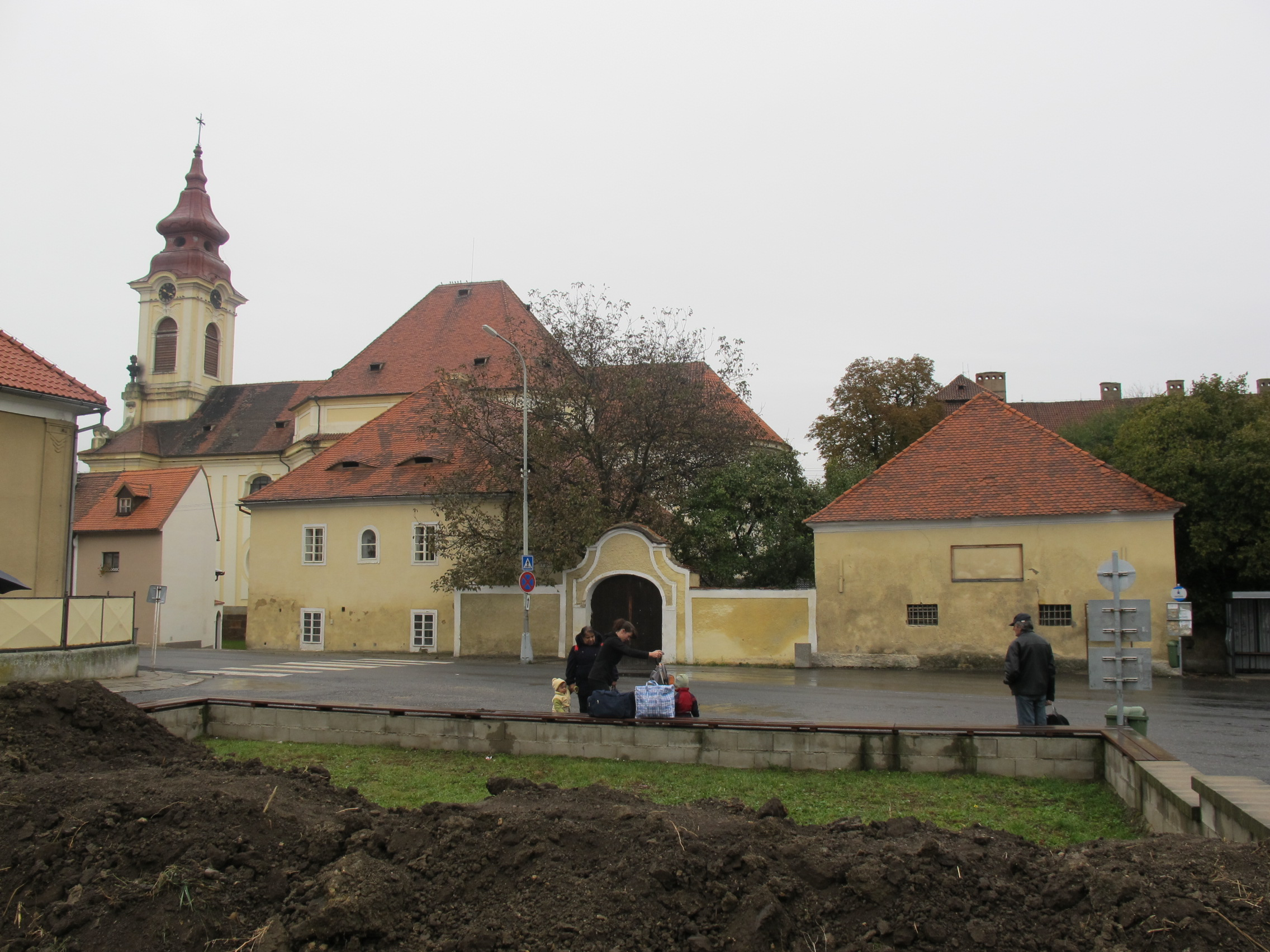
Teile der früheren Klosteranlage
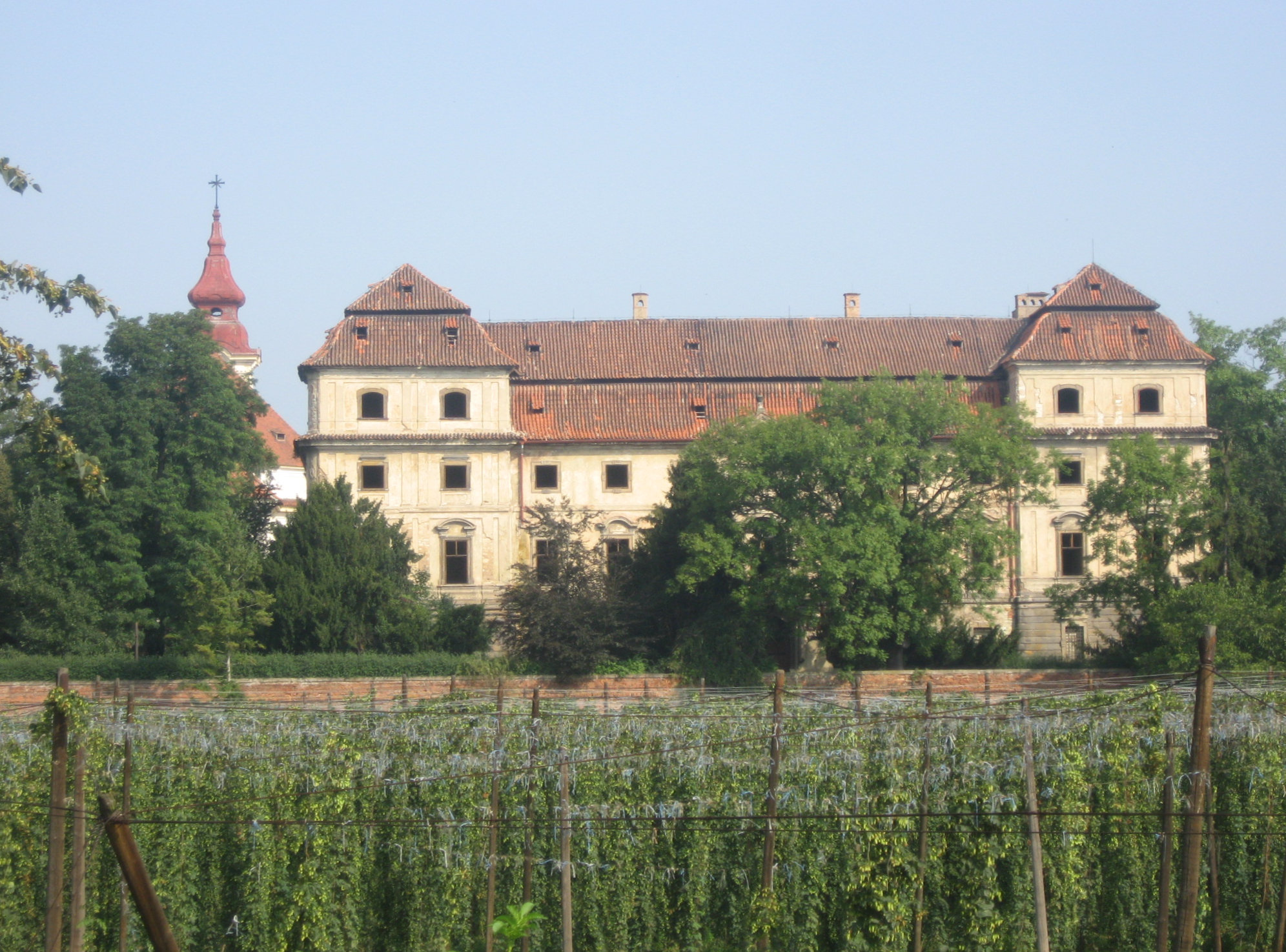
Schloss

### Demographie
| Jahr | Einwohner | Anmerkungen                                                                                  |
| ---- | --------- | -------------------------------------------------------------------------------------------- |
| 1785 | 0 k. A.   | 142 Häuser einschließlich einer Judengasse                                                   |
| 1828 | 1.125     |                                                                                              |
| 1830 | 1.190     | in 153 Häusern                                                                               |
| 1843 | 0988      | in 114 Häusern, darunter die von 39 jüdischen Familien bewohnten 14 Häuser in der Judengasse |
| 1900 | 3.556     | vorwiegend deutsche Einwohner                                                                |
| 1921 | 3.379     | davon 3.157 deutsche Einwohner                                                               |
| 1930 | 3.311     | [ 12 ]                                                                                       |
| 1939 | 2.563     | [ 12 ]                                                                                       |

| Jahr      | 1950  | 1961  | 1970  | 1980  | 1991  | 2001  | 2011  |
| Einwohner | 2.366 | 2.268 | 3.254 | 3.572 | 3.575 | 3.835 | 3.697 |

## Ortsgliederung
Die Stadt besteht aus den Ortsteilen Březno (Priesen), Dolejší Hůrky (Horka), Hradiště nad Ohří (Hraidisch), Levonice (Lewanitz), Malnice (Malnitz), Mradice (Mraditz), Postoloprty (Postelberg), Rvenice (Ferbenz), Seletice (Selletitz), Seménkovice (Semenkowitz), Skupice (Skupitz), Strkovice (Sterkowitz) und Vrbka (Ferbka). Das Stadtgebiet gliedert sich in die Katastralbezirke Březno u Loun, Dolejší Hůrky, Hradiště nad Ohří, Levonice, Malnice, Mradice, Postoloprty, Rvenice, Seménkovice, Skupice u Postoloprt, Strkovice und Vrbka u Postoloprt.
Grundsiedlungseinheiten sind Březno, Březno-u cukrovaru, Dolejší Hůrky, Draguš, Hradiště, Levonice, Malnice, Mradice, Nové Postoloprty, Pod Draguší, Postoloprty-střed, Průmyslový obvod-sever, Průmyslový obvod-západ, Rvenice, Seletice, Seménkovice, Skupice, Strkovice, Stříbrník, Šafranice, U hřbitova, U Ohře, U statku und Vrbka.

## Sehenswürdigkeiten

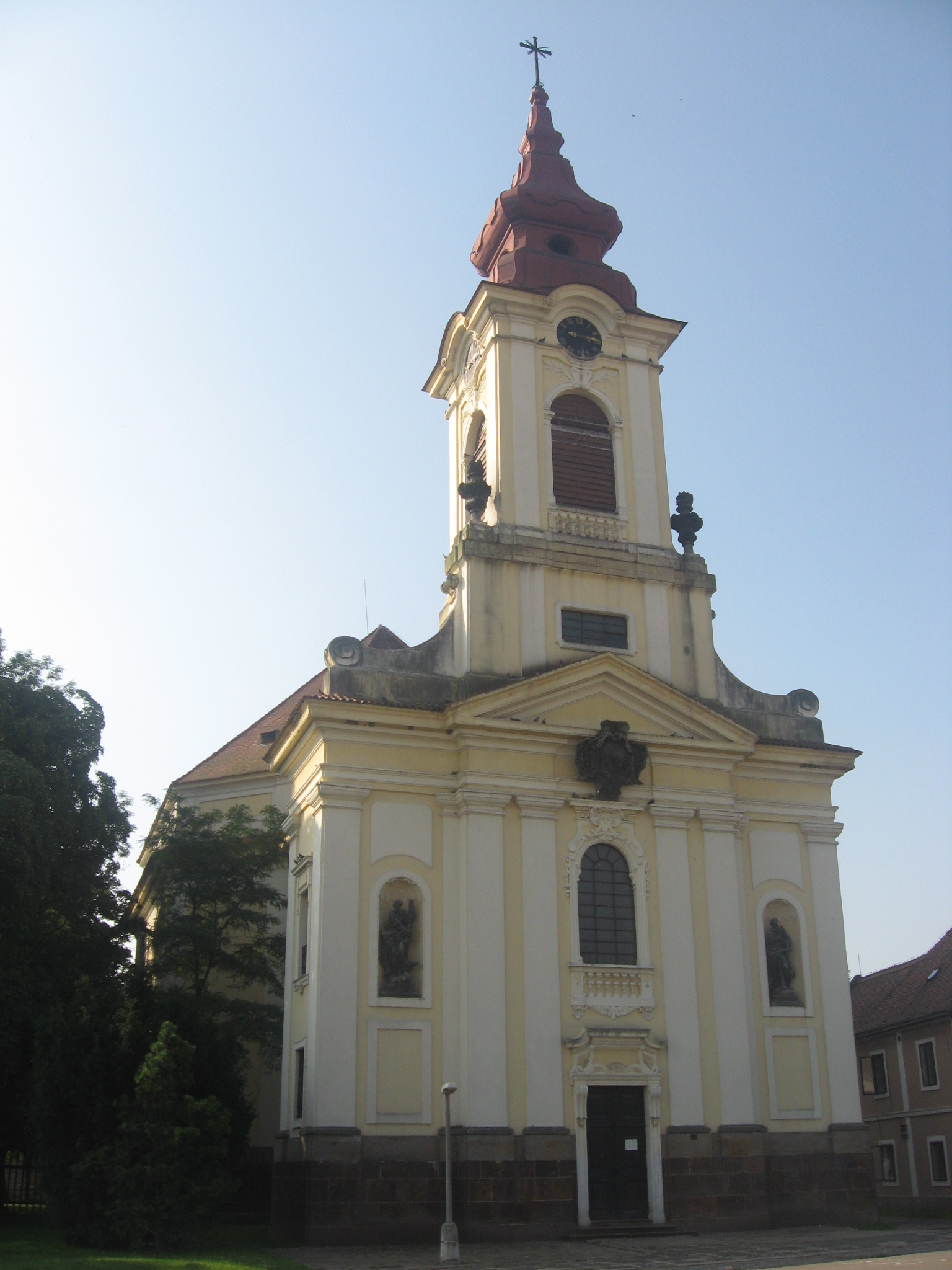
Marienkirche

- Auf dem Gelände des Klosters wurde ab 1611 ein Schloss errichtet, das 1706–1718 nach Plänen von Paul Ignaz Bayer im Barockstil umgebaut wurde.[17]
- Die Kirche Mariä Himmelfahrt wurde 1753 nach Plänen von Andrea Altomontes erbaut.
- Ein archäologisches Freilandmuseum befindet sich südwestlich des Ortes im Bereich des Dorfes Březno/Priesen am Egerufer. Es zeigt eine Siedlung, die von der Jungsteinzeit bis zur germanischen und frühslawischen Epoche genutzt wurde. Nicht weit davon entfernt befindet sich eine weitere spätjungsteinzeitliche bis bronzezeitliche Siedlung Na Šachtach, die zum Nationalen Kulturerbe der Tschechischen Republik gehört.
- Unweit des Museums ein als Naturdenkmal geschützter geologischer Aufschluss im Zusammenhang mit dem Auftreten der Böhmischen Kreide (Priesener Schichten).

## Geologie
Nach dem heutigen Ortsteil Březno (Priesen) wurden die Priesener Schichten (tschechisch: Březenské souvrství) benannt. Es handelt sich dabei um einen lithostratigraphischen Fachbegriff für Ablagerungen im Bereich vom mittleren Coniacium bis zum unteren Santonium innerhalb der Kreidezeit. Sie bestehen aus den für sie typischen mergeligen Tonen, ferner aus kalkigen Mergeln und Plänern. In den oberen Schichten finden sich mitunter Konkretionen von Siderit und Pyrit. Zu den markanten fossilen Einlagerungen zählen die Ammonitengattung Baculites, weshalb man früher auch von Baculitenmergel oder Baculitentonen sprach.

Bei Březno erreicht diese Schichtenfolge eine Mächtigkeit von über 500 Metern. Hier bilden sie den Hauptteil vom Kreuzberg (Březenský vrch) am rechten Egerufer.
Das Vorkommen ist seit 1998 wegen seiner paläontologischen und stratigraphischen Besonderheiten ein geschütztes staatliches Naturdenkmal.

## Söhne der Stadt
- Johann I. (Schwarzenberg) (1742–1789), deutschböhmischer Fürst
- Mordechai Marx Levy (1743–1804), Rabbiner in Trier und Großvater von Karl Marx
- Anton Langweil (1791–1837), böhmischer Maler und Modellbauer
- Julius Anton Glaser (1831–1885), österreichischer Rechtswissenschaftler und liberaler Politiker, Justizminister
- Friedrich Balling (1834–1896), Bergdirektor in Schwarzbach
- Eduard Bacher (1846–1908), österreichischer Journalist
- Ernst Viktor Zenker (1865–1946), österreichischer Journalist und Parlamentarier
- Ludwig Freund (1878–1953), Mediziner und Zoologe in Prag, KZ-Überlebender
- Norbert Josef Pitrof (1907–1995), Kunstmaler und Modellbahner